# Coupe Charles Drago 1959
Navigation
Édition précédente Édition suivante
La septième édition de la Coupe Charles Drago est organisée durant la deuxième partie de la saison 1958-1959 par la Ligue nationale de football pour les clubs professionnels français, et se déroule sur une période de janvier à juin. La compétition oppose les clubs éliminés de la Coupe de France de football avant les quarts de finale.

## Clubs participants
| Division 1 - Olympique d'Alès - SCO Angers - RC Lens - Lille OSC - Limoges FC - Olympique de Marseille - AS Monaco - FC Nancy - OGC Nice - Stade de Reims - AS Saint-Étienne - UA Sedan-Torcy - RC Strasbourg - US Valenciennes-Anzin | Division 2 - AS Aix-en-Provence - RCFC Besançon - AS Béziers - FC Girondins de Bordeaux - AS Cannes - US Forbach - FC Grenoble - SO Montpellier - FC Nantes - CA Paris - FC Perpignan - Red Star Olympique - CO Roubaix-Tourcoing - FC Rouen - Stade français - SC Toulon - AS Troyenne et Savinienne |

## Premier tour
Les matchs se déroulent sur le terrain du premier club cité, sauf note contraire. En cas de match nul, les deux équipes sont départagées au nombre de coups de pied de coin obtenus, puis par tirage au sort à la pièce jetée.
Les clubs participants ont été éliminés en trente-deuxièmes de finale de la Coupe de France, à l'exception du SO Montpellier, du FC Nantes, du CA Paris et du CO Roubaix-Tourcoing, éliminés au tour précédent.
Matchs disputés le 1er février 1959 sauf note contraire.
| Equipe 1                  | Score      | Equipe 2                    | Notes                 |
| FC Nantes (D2)            | 0 - 1      | RC Lens (D1)                | Disputé le 31 janvier |
| FC Sète (D2)              | 4 - 3 a.p. | AS Aix-en-Provence (D2)     | Disputé à Avignon     |
| AS Monaco (D1)            | 3 - 1      | Olympique de Marseille (D1) | Disputé à Toulon      |
| RC Strasbourg (D1)        | 2 - 3      | US Valenciennes-Anzin (D1)  |                       |
| CO Roubaix-Tourcoing (D2) | 3 - 2 a.p. | FC Nancy (D1)               |                       |
| FC Rouen (D2)             | 1 - 0 a.p. | CA Paris (D2)               |                       |
| FC Grenoble (D2)          | 3 - 0      | SO Montpellier (D2)         |                       |

## Deuxième tour
Les matchs se déroulent sur le terrain du premier club cité. En cas de match nul, les deux équipes sont départagées au nombre de coups de pied de coin obtenus, puis par tirage au sort à la pièce jetée.
Aux sept clubs qualifiés à la suite du premier tour se joignent les clubs professionnels éliminés en seizièmes de finale de la Coupe de France : Alès, Béziers, Bordeaux, Cannes, Forbach, Lille, Limoges, Nice, Perpignan, Stade français et Toulon.
Matchs disputés le 22 février 1959, sauf note contraire.
| Equipe 1                  | Score       | Equipe 2                      | Notes                 |
| AS Béziers (D2)           | 2 - 2 a.p.¹ | OGC Nice (D1)                 | Disputé le 21 février |
| Limoges FC (D1)           | 1 - 2       | FC Grenoble (D2)              | Disputé le 21 février |
| RC Lens (D1)              | 4 - 2       | SC Toulon (D2)                |                       |
| FC Sète (D2)              | 2 - 1       | Lille OSC (D1)                |                       |
| US Forbach (D2)           | 0 - 5       | US Valenciennes-Anzin (D1)    |                       |
| AS Monaco (D1)            | 2 - 1       | FC Rouen (D2)                 |                       |
| CO Roubaix-Tourcoing (D2) | 0 - 0 a.p.² | Olympique d'Alès (D1)         |                       |
| AS Cannes (D2)            | 1 - 4       | Stade français (D2)           |                       |
| FC Perpignan (D2)         | 2 - 1       | FC Girondins de Bordeaux (D2) |                       |

- 1 5 - 5 au nombre de coups de pied de coin obtenus, Béziers est déclaré vainqueur après tirage au sort
- 2 6 - 0 pour le CO Roubaix-Tourcoing au nombre de coups de pied de coin obtenus

## Troisième tour
Les matchs se déroulent sur le terrain du premier club cité. En cas de match nul, les deux équipes sont départagées au nombre de coups de pied de coin obtenus, puis par tirage au sort à la pièce jetée.
Aux neuf clubs qualifiés à la suite du deuxième tour se joignent les clubs professionnels éliminés en huitièmes de finale de la Coupe de France : Angers, Besançon, le Red Star, Reims, Saint-Étienne, Sedan et Troyes.
Matchs disputés le 22 mars 1959.
| Equipe 1                       | Score | Equipe 2                  | Notes            |
| US Valenciennes-Anzin (D1)     | 2 - 0 | AS Monaco (D1)            |                  |
| RC Lens (D1)                   | 4 - 1 | AS Saint-Étienne (D1)     |                  |
| AS Troyenne et Savinienne (D2) | 2 - 0 | Stade de Reims (D1)       |                  |
| FC Sète (D2)                   | 0 - 3 | Angers SCO (D1)           |                  |
| UA Sedan-Torcy (D1)            | 4 - 1 | FC Perpignan (D2)         |                  |
| FC Grenoble (D2)               | 2 - 1 | RCFC Besançon (D2)        |                  |
| Stade français (D2)            | 1 - 0 | AS Béziers (D2)           | Disputé à Tours  |
| Red Star Olympique (D2)        | 1 - 0 | CO Roubaix-Tourcoing (D2) | Disputé à Amiens |

## Quarts de finale
Les matchs se déroulent sur le terrain du premier club cité. En cas de match nul, les deux équipes sont départagées au nombre de coups de pied de coin obtenus, puis par tirage au sort à la pièce jetée.
Matchs disputés le 11 avril 1959, sauf note contraire.
| Equipe 1            | Score       | Equipe 2                       | Notes               |
| Stade français (D2) | 1 - 2       | Angers SCO (D1)                |                     |
| FC Grenoble (D2)    | 4 - 3       | AS Troyenne et Savinienne (D2) |                     |
| RC Lens (D1)        | 2 - 2 a.p.¹ | Red Star Olympique (D2)        | Disputé le 12 avril |
| UA Sedan-Torcy (D1) | 1 - 2       | US Valenciennes-Anzin (D1)     | Disputé le 14 avril |

- 1 11 - 4 pour le RC Lens au nombre de coups de pied de coin obtenus

## Demi-finales
Les matchs se déroulent sur le terrain du premier club cité. En cas de match nul, les deux équipes sont départagées au nombre de coups de pied de coin obtenus, puis par tirage au sort à la pièce jetée.
Matchs disputés le 2 mai 1959.
| Equipe 1                   | Score | Equipe 2        | Notes              |
| US Valenciennes-Anzin (D1) | 4 - 3 | Angers SCO (D1) | Disputé à Poitiers |
| FC Grenoble (D2)           | 1 - 3 | RC Lens (D1)    |                    |

## Finale
Le RC Lens remporte sa première Coupe Drago au terme d'une finale aux allures de derby face à l'US Valenciennes-Anzin. Il s'agissait de la première fois que deux équipes d'une même région se retrouvaient en finale de l'épreuve. Par ailleurs, les deux équipes étaient toutes les deux rentrées dès le premier tour de la compétition.
Du RC Lens ayant perdu la finale de 1957, seuls Sowinski, Fiori et Stievenard font encore acte de présence deux ans plus tard. Pour Valenciennes, il s'agit d'une première. En championnat, les deux équipes ne brillent pas particulièrement, les Lensois terminant à la première place de non-relégable (seizième), et les Valenciennois s'adjugeant une peu glorieuse treizième place.
Les Valenciennois ouvrent le score à la demi-heure de jeu par leur international Édouard Stako, mais Lens égalise neuf minutes plus tard par Grévin. En seconde mi-temps, Oudjani donne l'avantage aux « Sang et Or » mais Baulu ramène l'USVA à égalité peu après. Il faut disputer la prolongation, les deux équipes ne s'étant pas départagées au terme du temps réglementaire. Et c'est un but du Lensois Michel Lanfranceschina qui emporte la décision après sept minutes de jeu.
| Clubs                 | RC Lens - US Valenciennes-Anzin |
| Score                 | 3-2 a.p. (1-1, 2-2) |
| Date                  | 2 juin 1959 |
| Stade                 | Parc des Princes, Paris 5 000 spectateurs |
| Arbitre               | Maurice Bondon |
| Buts                  | Grévin (36e), Oudjani (67e) et Lanfranceschina (97e) pour Lens ; Stako (27e) et Baulu (78e) pour Valenciennes |
| RC Lens               | Arnold Sowinski, Raymond Fiori, Jean-Marie Élise, Bernard Placzek, Léon Gorczewski, Maurice Raspotnik, Eugène Grévin, Joseph Carlier, Michel Stievenard, Ahmed Oudjani, Michel Lafranceschina. Entraîneur : Jules Bigot |
| US Valenciennes-Anzin | Lucien Schaeffer, Joseph Cauwelier, Louis Provelli, Wolfgang Matzky, Joseph Puccar, Bolec Kocik, Jacques Legrand, Édouard Stako, Jean-Claude Baulu, Ginès Liron, Alain Balaguer. Entraîneur : Robert Domergue           |